# 김민식 (배우)
김민식(金敏植, 1982년 5월 20일 ~ )은 대한민국의 배우이다.

## 학력
- 한국예술종합학교 연기과

## 출연작

### 영화
- 《멀지 않다》 (2008년) - 민기 역
- 《창피해》 (2011년)
- 《또 하나의 약속》 (2014년) - 기자 3 역
- 《따라지: 비열한 거리》 (2015년)
- 《조선명탐정: 사라진 놉의 딸》 (2015년) - 남자 3 역
- 《비치하트애솔》 (2015년) - 배달 2 역
- 《암살》 (2015년) - 배달 2 역
- 《애비》 (2016년) - 검사 2 역
- 《4등》 (2016년) - 형사 2 역
- 《다만 악에서 구하소서》 (2020년) - 한인부부남편 역

### 드라마
- 《떴다! 패밀리》 (2015년, SBS)
- 《더 러버》 (2015년, Mnet)
- 《송곳》 (2015년, JTBC)
- 《결혼계약》 (2016년, MBC)
- 《쇼핑왕 루이》 (2016년, MBC) - 구실장 역
- 《더블루씨》 (2017년, 웹드라마) - 편의점 점원 역
- 《데릴남편 오작두》 (2018년, MBC) - 이찬희 역
- 《국민사형투표》 (2023년, SBS) - 배기철 역

### 방송 출연
- 《시베리아 선발대》 (2019년, tvN)